# Boharticus richardi
Boharticus richardi är en stekelart som beskrevs av Grissell 1983. Boharticus richardi ingår i släktet Boharticus och familjen puppglanssteklar. Inga underarter finns listade.